# خربه الجامع
خربه الجامع (به عربی: خربة الجامع) یک روستا در سوریه است که در ناحیه حربنفسه واقع شده‌است. خربه الجامع ۱٬۰۷۸ نفر جمعیت دارد.